# Ewa Rzechowska
Ewa Rzechowska – polski psycholog, doktor habilitowany nauk humanistycznych, wykładowca w Katolickim Uniwersytecie Lubelskim Jana Pawła II.

## Życiorys
W latach 1973–1977 uczęszczała do Liceum Ogólnokształcącego w Świdniku. Po maturze rozpoczęła studia psychologiczne w Uniwersytecie Marii Curie-Skłodowskiej w Lublinie zakończone zdobyciem tytułu magistra psychologii w 1982. W latach 1980–1982 odbyła praktyki kliniczne na oddziałach neurologicznych w Lublinie i w Szczecinie. W latach 1991–1993 odbyła studia doktoranckie z psychologii rozwojowej w Katolickim Uniwersytecie Lubelskim. W 1993 roku obroniła doktorat w zakresie psychologii w Katolickim Uniwersytecie Lubelskim na podstawie pracy pt. Strefa najbliższego rozwoju poznawczego u dzieci w wieku przedszkolnym. W 2008 roku na podstawie dorobku naukowego i rozprawy pt. Potencjalność w procesie rozwoju: mikroanaliza konstruowania wiedzy w dziecięcych interakcjach rówieśniczych uzyskała stopień doktora habilitowanego nauk humanistycznych w zakresie psychologii w KUL.
W latach 1982–1987 pracowała w Poradni Wychowawczo-Zawodowej w Świdniku jako psycholog, w Szkole Podstawowej w Świdniku i Podzamczu jako nauczyciel nauczania początkowego, nauczyciel historii, nauczyciel matematyki, terapeuta dzieci z trudnościami w nauce i reedukator, a także na oddziale przedszkolnym jako nauczyciel wychowania przedszkolnego. W latach 1988–1994 prowadziła jako asystent wykłady i ćwiczenia z metodyki nauczania oraz metodologii badań pedagogicznych w Katedrze Pedagogiki Przedszkolnej na Wydziale Pedagogiki i Psychologii w UMCS. Od 1992 do 1996 oraz od 2001 do 2005 była wykładowcą Wydziału Nauk Społecznych KUL (oddział w Stalowej Woli). W latach 2005–2009 w Wyższej Szkole Ekonomii i Innowacji prowadziła zajęcia z psychologii rozwoju człowieka dla studentów Pedagogiki pracy socjalnej oraz Pedagogiki szkolnej i opiekuńczej.
Od 1992 roku jest adiunktem w Katedrze Psychologii Rozwojowej KUL, a od 2004 roku tutorem indywidualnie pracującym ze studentami Międzywydziałowych Indywidualnych Studiów Humanistycznych KUL.
W skład zainteresowań naukowych dr hab. Rzechowskiej wchodzą teoria rozwoju człowieka i metodologia badań nad rozwojem człowieka oraz merytoryczne obszary badań nad rozwojem człowieka w biegu życia.

## Wybrane publikacje
- Rzechowska E. (2004). Potencjalność w procesie rozwoju: mikroanaliza konstruowania wiedzy w dziecięcych interakcjach rówieśniczych. Lublin: Wydawnictwo KUL.
- Rzechowska E. (red.) (2010). Dojrzały pracownik na rynku pracy. Perspektywa rozwojowa i perspektywa pracowników służb społecznych (raport z badań). Lublin: Wydawnictwo LBS.
- Rzechowska E. (red.) (2010). Dojrzały pracownik na rynku pracy. Jak zabezpieczyć przed wykluczeniem społecznym osoby 50+? Lublin: Wydawnictwo LBS.
- Rzechowska E. (red.) (2011). Dojrzały pracownik na rynku pracy. Rekomendacje i narzędzia diagnostyczne. Lublin: Wydawnictwo LBS[3].